# العلوم والتكنولوجيا في إسبانيا

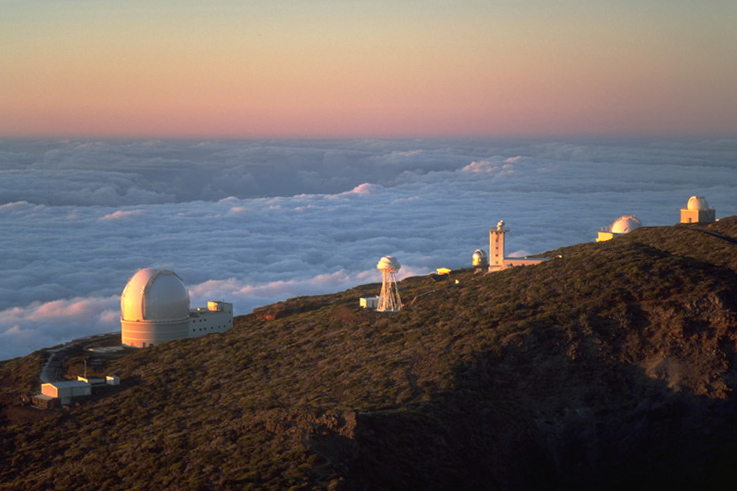

فيما يلي دراسة لحقلي العلوم والتكنولوجيا في إسبانيا حيث يشمل أولا سردا للتطور التاريخي لمجالات الدراسة هذه، وثانيا وصف للإطار المؤسسي والتنظيمي الحالي لمواصلة هذا التطور في المستقبل.
حلّت إسبانيا في المركز 29 في مؤشر الابتكار العالمي عام 2023، وتقدمت مركزاً في مؤشر 2024 لتصبح في المركز 28.

## الوضع الحالي والإطار التنظيمي
في السنوات الأخيرة، وصلت إسبانيا إلى المركز التاسع في التصنيف العالمي للعلوم (مع 2.5٪ من المنشورات العلمية)،  لكنها تواجه الآن وضعا سيئا بسبب التخفيضات الكبيرة في الميزانية عقب الأزمة المالية الإسبانية. تتمثل إحدى نقاط الضعف في النظام الإسباني للعلوم والتكنولوجيا (أو النظام الوطني للابتكار)  في عدم وجود استثمارات في مجال البحث والتطوير من قبل الشركات الخاصة واعتماد القطاع على الاستثمار العام، وهو تباين واضح بين إسبانيا وباقي البلدان الصناعية الأخرى.